# After Hours (canção)
"After Hours" é uma canção do cantor canadense the Weeknd, lançada pela XO e pela Republic Records como o primeiro single promocional de seu homônimo quarto álbum de estúdio em 19 de fevereiro de 2020. The Weeknd escreveu e produziu a canção com os produtores Illangelo, DaHeala e Mario Winans, com Belly recebendo créditos adicionais pela composição.

## Antecedentes e lançamento
Em 13 de fevereiro de 2020, The Weeknd anunciou o título de seu álbum de estúdio After Hours, seguido pelo lançamento dos comercialmente bem sucedidos singles "Heartless" e "Blinding Lights". Cinco dias depois, em 18 de fevereiro, ele anunciou a data de lançamento do single "After Hours", e revelou a arte da capa do álbum. Após o lançamento de "After Hours", em 19 de fevereiro de 2020, a data de lançamento do álbum também foi revelada.

## Letra
A letra da canção discute a vontade de The Weeknd de ter filhos e seu desejo de voltar com uma ex-namorada. A canção também faz referência à instável relação que Tesfaye mantém com a modelo Bella Hadid. Durante a primeira parte da canção, Tesfaye canta sobre a saudade de sua ex, e seu desejo de reconciliação. Na segunda metade, ele fala sobre o fim do relacionamento ser culpa dele, e que, se sua ex-namorada voltar para ele, ele não a decepcionará novamente.

## Recepção crítica
A canção foi bem recebida pela crítica especializada, com muitos analistas comparando-a ao material inicial de Trilogy, coletânea do artista lançada em 2012. Em sua crítica semanal, a equipe do site de notícias musicais BrooklynVegan descreveu a canção como um sucesso four-on-the-floor. 

## Créditos
Créditos de acordo com o serviço Tidal.
- The Weeknd – vocais, composição, produção, teclado, programação
- Belly – composição
- DaHeala – composição, produção, teclado, programação
- Illangelo – composição, produção, teclado, programação, engenharia, mixagem
- Mario Winans – composição, produção
- Shin Kamiyama – engenharia
- Dave Kutch – masterização
- Kevin Peterson – masterização

## Tabelas musicais
| Paradas (2020)                         | Melhor posição |
| -------------------------------------- | -------------- |
| Canadá (Canadian Hot 100)              | 57             |
| Nova Zelândia (RMNZ)                   | 12             |
| Eslováquia (Singles Digitál Top 100)   | 68             |
| Estados Unidos (Billboard Hot 100)     | 77             |
| Estados Unidos (Rolling Stone Top 100) | 43             |

## Histórico de lançamento
| País  | Data                    | Formato(s)                 | Gravadora(s) |
| ----- | ----------------------- | -------------------------- | ------------ |
| Mundo | 19 de fevereiro de 2020 | Download digital streaming | XO Republic  |